# بریقه
بریقه (به عربی: مرسی البریقة) یک منطقهٔ مسکونی در لیبی است که در برقه واقع شده‌است. بریقه ۷٬۰۰۰ نفر جمعیت دارد و ۲۳ متر بالاتر از سطح دریا واقع شده‌است.باشگاه فوتبال البراق نیز در این شهر قرار دارد.